# Mitsoudjé
Mitsoudjé – miasto na Komorach; na wyspie Wielki Komor. Według spisu ludności, w 2003 roku liczyło 3129 mieszkańców